# The Dragon Prince
The Dragon Prince (O Príncipe Dragão, no Brasil e em Portugal) é uma série de televisão de fantasia animada digitalmente, criada para a Netflix por Aaron Ehasz e Justin Richmond e produzida pela companhia Wonderstorm. A primeira temporada estreou em 14 de setembro de 2018; a segunda temporada disponibilizada em 15 de fevereiro de 2019; a terceira temporada em 22 de novembro de 2019 e a quarta temporada disponibilizada em 3 de novembro de 2022, após um hiato de 3 anos. Os criadores planejam produzir sete temporadas ao todo.

## Descrição geral

### Ambientação
A série é ambientada em um mundo fantástico no continente de Xadia, que é repleto de magia provinda dos seis elementos primordiais: o Sol, a Lua, as Estrelas, a Terra, o Céu, e o Oceano. Contudo, os humanos — que não podem utilizar a mágica primordial — descobriram o uso da magia sombria, cuja energia deriva da essência vital de animais e de criaturas mágicas. Como consequência, eles foram expulsos pelos dragões e pelos elfos de Xadia para o outro lado do continente, onde eles formaram os cinco reinos humanos.

### Enredo
1200 anos depois, os humanos mataram o rei dragão e supostamente destruíram o ovo que continha seu herdeiro, e a guerra torna-se iminente. Os elfos da lua tentam assassinar o rei humano, Harrow, e seu herdeiro, o jovem príncipe Ezran, em retalhação pela destruição do ovo. Uma dentre dos elfos, a jovem Rayla, junto de Ezran e de seu meio-irmão mais velho Callum, descobrem que o ovo do rei dragão não fora de fato destruído, mas sim roubado pelo mago Viren, o conselheiro do rei Harrow. Juntos, eles encaram uma jornada para retornar o ovo aos dragões e impedir a guerra entre humanos e elfos. Mas Viren, com intenções de perpetuar o conflito, toma o poder após o rei morrer assassinado, e envia seus filhos Claudia e Soren atrás dos fugitivos para matar os príncipes e recuperar o ovo a qualquer custo, ate mesmo a morte de um de seus filhos.

### Episódios
The Dragon Prince está disponível no serviço de streaming Netflix, em todos os territórios onde o serviço está disponível. A primeira temporada foi lançada em 14 de setembro de 2018. Os episódios foram lançados simultaneamente, em contraste com o formato de lançamento progressivo e parcial dos episódios; esse formato já mostrou seu sucesso em outras séries originais da Netflix. Um trailer foi lançado em julho de 2018 na San Diego Comic-Con. A primeira temporada foi disponibilizada em setembro do mesmo ano. Uma segunda temporada, anunciada em outubro de 2018, foi lançada em 15 de fevereiro de 2019. A terceira temporada foi anunciada em 30 de março de 2019 e foi lançada em 22 de novembro de 2019.
| Temporada | Temporada | Livro               | Episódios | Episódios | Originalmente lançado   |
| --------- | --------- | ------------------- | --------- | --------- | ----------------------- |
|           | 1         | Livro Um: Lua       | 9         | 9         | 14 de setembro de 2018  |
|           | 2         | Livro Dois: Céu     | 9         | 9         | 15 de fevereiro de 2019 |
|           | 3         | Livro Três: Sol     | 9         | 9         | 22 de novembro de 2019  |
|           | 4         | Livro Quatro: Terra | 9         | 9         | 3 de novembro de 2022   |

## Elenco principal
- Jack DeSena como Callum.[12][13] Dublado no Brasil por Gustavo Pereira[14] e em Portugal por Alexandre Carvalho.[15]
- Paula Burrows como Rayla.[12][13] Dublada no Brasil por Jessica Vieira[14][16] e em Portugal por Bárbara Lourenço.[15]
- Sasha Rojen como Ezran.[12] Dublado no Brasil por Rafael Mezadri[14] e em Portugal por Ana Cloe.[15]
- Jason Simpson como Viren.[12] Dublado no Brasil por Guilherme Briggs[14][16] e em Portugal por Paulo Oom.[15]
- Racquel Belmonte como Claudia.[12] Dublada no Brasil por Mariana Torres[14] e em Portugal por Cristina Basílio.[15]
- Jesse Inocalla como Soren.[12] Dublado no Brasil por Leonardo Santhos[14] e em Portugal por Mário Bomba.[15]
- Erik Todd Dellums como Aaravos.[12] Dublado no Brasil por Gutemberg Barros[14] e em Portugal por Ricardo Raposo.[15]

## Produção

### Desenvolvimento
A série foi anunciada primeiramente em 10 de julho de 2018. Ela foi co-criada por Aaron Ehasz e Justin Richmond. Ehasz já havia sido o escritor chefe e co-produtor executivo da série animada Avatar: The Last Airbender, e por muito tempo já foi um escritor e editor de Futurama; Richmond co-dirigiu o jogo eletrônico Uncharted 3: Drake's Deception. Giancarlo Volpe, um ex-diretor de Avatar, é um dos produtores executivos.
The Dragon Prince é produzida pela Wonderstorm, um estúdio de produção multimídia co-fundada em 2017, por Ehasz, Richmond, e Justin Santistevan para trabalhar tanto em The Dragon Prince quanto em um jogo eletrônico associado, e animada pelo estúdio Bardel Entertainment, cuja sede se localiza em Vancouver.

### Estilo
A animação em The Dragon Prince é feita digitalmente e tridimensionalmente. Foi aplicada uma quantidade reduzida de quadros por segundo na primeira temporada no intuito de retirar a percepção "flutuante" da animação em três dimensões; a cadência audiovisual foi ajustada na segunda temporada, em resposta ao feedback dos fãs. Os cenários são feitos por uma combinação de modelagem em 3D e pinturas feitas à mão.

### Roteiro
O final da segunda temporada foi mudado daquele que havia sido originalmente planejado para tornar as escolhas dos personagens coerentes. De acordo com Ehasz, um dos objetivos fundamentais da equipe criativa para The Dragon Prince é "retratar um mundo fantástico que é sentido como mais diverso e representativo do que mundos e histórias de fantasia que vimos no passado." The Dragon Prince apresenta abertamente casais homossexuais.